# Litoria chloronota
Litoria chloronota (tên tiếng Anh: Arfak Mountain Tree Frog) là một loài ếch thuộc họ Pelodryadidae.
Đây là loài đặc hữu của Tây Papua, Indonesia.
Môi trường sống tự nhiên của chúng là vùng núi ẩm nhiệt đới hoặc cận nhiệt đới, sông ngòi, vườn nông thôn, và rừng trước đây suy thoái nghiêm trọng.